# Ботега Сан Просперо (Ређо Емилија)
Ботега Сан Просперо је насеље у Италији у округу Ређо Емилија, региону Емилија-Ромања.
Према процени из 2011. у насељу је живело 38 становника. Насеље се налази на надморској висини од 31 м.